# Bruno St. Jacques
Bruno St. Jacques (* 22. August 1980 in Montréal, Québec) ist ein ehemaliger kanadischer Eishockeyspieler, der im Verlauf seiner aktiven Karriere zwischen 1997 und 2018 unter anderem 405 Spiele in der American Hockey League (AHL) auf der Position des Verteidigers bestritten hat. Darüber hinaus absolvierte St. Jacques weitere 67 Partien für die Philadelphia Flyers, Carolina Hurricanes und Mighty Ducks of Anaheim in der National Hockey League (NHL). In der Deutschen Eishockey Liga (DEL) war er insgesamt vier Spielzeiten für den ERC Ingolstadt und die Straubing Tigers aktiv.

## Karriere

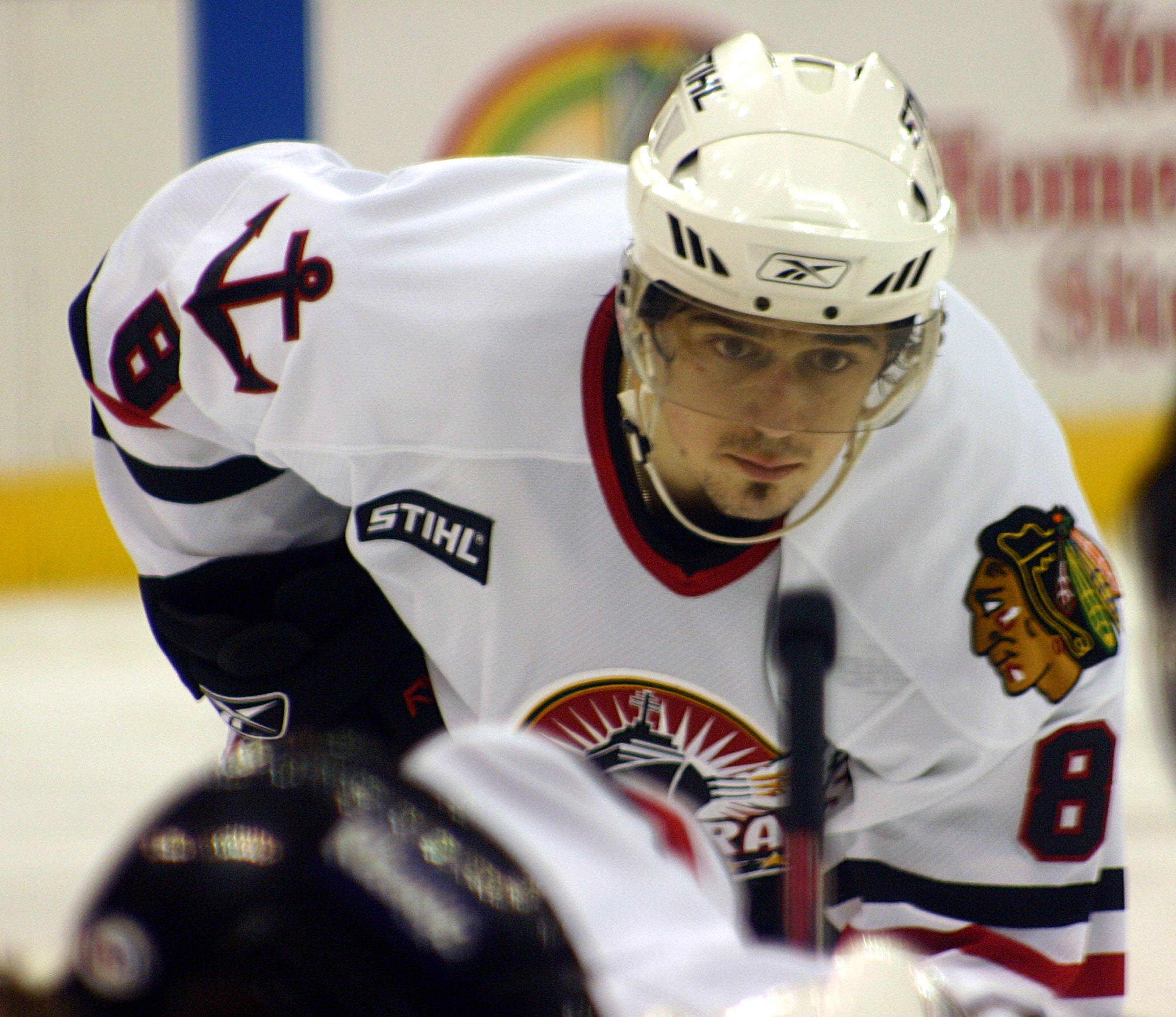
St. Jacques im Trikot der Norfolk Admirals (2007)

St. Jacques begann seine Karriere bei den Drakkar de Baie-Comeau in der kanadischen Juniorenliga Ligue de hockey junior majeur du Québec (LHJMQ) und wurde schließlich während des NHL Entry Draft 1998 von den Philadelphia Flyers aus der National Hockey League (NHL) in der neunten Runde an insgesamt 253. Position ausgewählt.
Zum Ende der Saison 1999/2000 wechselte der Verteidiger in die NHL zu den Flyers, die ihn allerdings zunächst nur in der American Hockey League (AHL) bei den Philadelphia Phantoms einsetzten. Zwei Jahre später wurde der Linksschütze erstmals in den Kader der Philadelphia Flyers berufen und absolvierte sieben Spiele, in denen er jedoch keinen Scorerpunkt erzielte. Der Kanadier blieb ein weiteres Jahr in Philadelphia und schloss sich zur Saison 2002/03 den Carolina Hurricanes an. Dort kam St. Jacques in drei Jahren auf 53 Einsätze und neun Scorerpunkte. Die meiste Zeit verbrachte er jedoch in der AHL beim damaligen Farmteam der Hurricanes, den Lowell Lock Monsters. Im Sommer 2005 unterschrieb der Kanadier als Free Agent einen Vertrag bei den Mighty Ducks of Anaheim, für die er ein NHL-Spiel bestritt und anschließend in das damalige Farmteam, die Portland Pirates, beordert wurde. In den folgenden Jahren war der Linksschütze ausschließlich in der AHL aktiv, wo er unter anderem für die Norfolk Admirals und Syracuse Crunch auf dem Eis stand.
Nachdem er sich zum Ende der Spielzeit 2007/08 kaum noch Chancen auf ein erneutes dauerhaftes Engagement in der NHL ausrechnete, unterschrieb der Abwehrspieler zur Saison 2008/09 einen Vertrag beim ERC Ingolstadt aus der Deutschen Eishockey Liga (DEL). Mitte November 2008 gab das Management des ERC bekannt, den Kontrakt mit dem gebürtigen Kanadier vorzeitig um weitere zwei Jahre verlängert zu haben. Er ging demnach bis 2011 für den ERC Ingolstadt aufs Eis. Im Juni 2011 unterzeichnete der Verteidiger einen Einjahresvertrag beim Ligakonkurrenten Straubing Tigers, wo er nach der Saison 2011/12 zunächst sein Karriereende bekanntgab.
Nach seiner Rückkehr nach Kanada unterzeichnete er einen Vertrag über ein Jahr bei den semi-professionellen Marquis de Jonquière aus der Ligue Nord-Américaine de Hockey (LNAH). Nach drei Jahren und zwei Meistertiteln dort wechselte St. Jacques im Tausch für zwei Spieler zu den Prédateurs de Laval, von wo aus er nach nur einer Spielzeit zu den Assurancia de Thetford ging. Dort beendete er im Sommer 2018 im Alter von 38 Jahren seine aktive Karriere.

## Erfolge und Auszeichnungen
- 2013 Coupe-Canam-Gewinn mit den Marquis de Jonquière
- 2013 Trophée des médias (Wertvollster Spieler der LNAH-Playoffs)
- 2013 LNAH All-Star Team
- 2014 Coupe-Canam-Gewinn mit den Marquis de Jonquière

## Karrierestatistik
(Legende zur Spielerstatistik: Sp oder GP = absolvierte Spiele; T oder G = erzielte Tore; V oder A = erzielte Assists; Pkt oder Pts = erzielte Scorerpunkte; SM oder PIM = erhaltene Strafminuten; +/− = Plus/Minus-Bilanz; PP = erzielte Überzahltore; SH = erzielte Unterzahltore; GW = erzielte Siegtore; 1 Play-downs/Relegation; Kursiv: Statistik nicht vollständig)